# 下腰

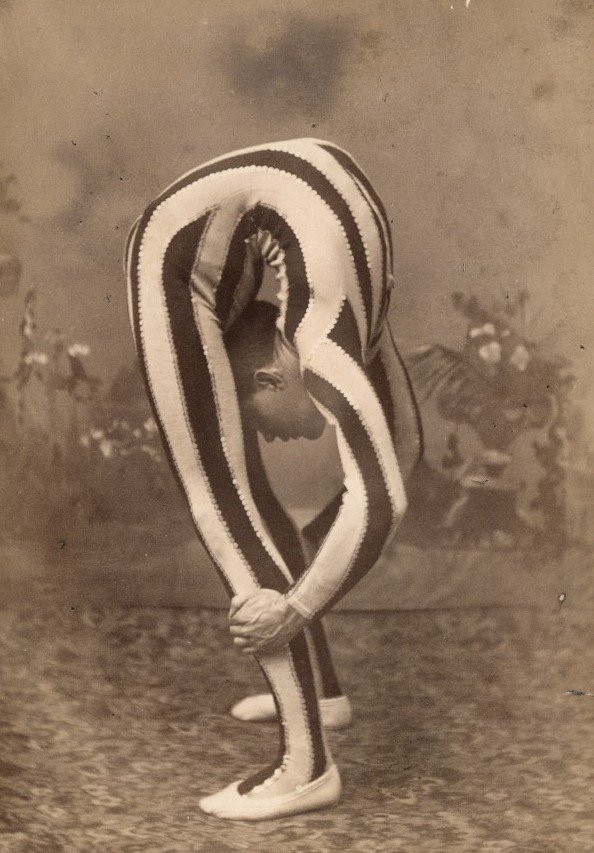
一位正在下腰的軟骨功表演者

下腰，或稱作後彎，泛指一種肢體向後伸展彎曲的動作，在體操、軟骨功、舞蹈、花式滑冰以及瑜珈中常見的動作之一。主要是藉由脊椎向後彎曲，進而用手抓住自己的腿部。在整個移動過程中，腹肌，腹外斜肌和腿部用來穩定肢體，同時向後彎曲。下腰的可以透過持續的訓練達成，亦有天生柔軟度佳的個體可以直接達成。

## 簡介
人類的脊椎由24個脊椎骨所組成，在脊椎骨之間起緩衝作用是稱為椎間盤的小墊子。脊椎骨的運動和椎間盤的壓縮能力可使脊椎具有靈活度。
下腰動作可先透過掌握了拱橋運動的訣竅後較達成。拱橋有助於使骨骼和肌肉熟悉下腰時的位置和姿態。